# Seznam německých názvů obcí a osad v Česku, J
Tento seznam obsahuje německé názvy (exonyma) českých obcí začínajících na písmeno J.
Tento seznam by měl sloužit pro orientaci v starých písemných pramenech, mapách atd., nikoliv pro překlad českých názvů měst do němčiny. Většina z těchto německých názvů by při použití v současnosti byla nesrozumitelná.
| Český název                    | Historická země | Okres               | Německý název                  | Poznámka                                  |
| ------------------------------ | --------------- | ------------------- | ------------------------------ | ----------------------------------------- |
| Jabkenice                      | Čechy           | Mladá Boleslav      | Jabkenitz                      | dříve též Jablkynice                      |
| Jablečno                       | Čechy           | Rokycany            | Jabletschno                    |                                           |
| Jabloňany                      | Morava          | Blansko             | Jablonian                      |                                           |
| Jablonce                       | Čechy           | Příbram             | Jablonetz                      |                                           |
| Jablonec                       | Čechy           | Český Krumlov       | Ogfolderhaid či Apfelhaid      | zaniklá obec ve vojenském újezdu Boletice |
| Jablonec nad Jizerou           | Čechy           | Semily              | Jablonec an der Iser           |                                           |
| Jablonec nad Nisou             | Čechy           | Jablonec nad Nisou  | Gablonz an der Neiße           |                                           |
| Jablonecké Paseky              | Čechy           | Jablonec nad Nisou  | Schlag                         |                                           |
| Jablonná                       | Čechy           | Karlovy Vary        | Jablon                         |                                           |
| Jablonná                       | Čechy           | Benešov             | Jablonna                       |                                           |
| Jablonná                       | Čechy           | Příbram             | Jablona                        |                                           |
| Jablonné nad Orlicí            | Čechy           | Ústí nad Orlicí     | Gabel, Gabel an der Adler      |                                           |
| Jablonné v Podještědí          | Čechy           | Liberec             | Deutsch Gabel                  |                                           |
| Jabloňov                       | Morava          | Žďár nad Sázavou    | Gablans                        | u Velkého Meziříčí                        |
| Jabloňov                       | Morava          | Žďár nad Sázavou    | Jabloniow                      | u Věžné                                   |
| Jablůnka                       | Morava          | Vsetín              | Jablunka                       |                                           |
| Jablunkov                      | Slezsko         | Frýdek-Místek       | Jablunkau                      |                                           |
| Jackov                         | Morava          | Třebíč              | Jatzkau                        |                                           |
| Jadrná                         | Čechy           | Rychnov nad Kněžnou | Kerndorf                       |                                           |
| Jadruž                         | Čechy           | Tachov              | Godrusch                       |                                           |
| Jahodov                        | Čechy           | Havlíčkův Brod      | Jahodau                        |                                           |
| Jahodov                        | Čechy           | Rychnov nad Kněžnou | Beerenhof                      |                                           |
| Jáchymov                       | Čechy           | Karlovy Vary        | St. Joachimsthal               |                                           |
| Jáchymov                       | Morava          | Olomouc             | Joachimsdorf                   | osada vesnice Náklo                       |
| Jáchymov                       | Morava          | Žďár nad Sázavou    | Joachimshof                    |                                           |
| Jakub                          | Čechy           | Kutná Hora          | St. Jakob                      | dříve Svatý Jakub                         |
| Jakubčovice                    | Slezsko         | Opava               | Jogsdorf                       |                                           |
| Jakubín                        | Čechy           | Pelhřimov           | Jakubin                        |                                           |
| Jakubov u Moravských Budějovic | Morava          | Třebíč              | Jakobau                        |                                           |
| Jakubovice                     | Čechy           | Havlíčkův Brod      | Jakubowitz                     |                                           |
| Jakubovice                     | Morava          | Šumperk             | Jokelsdorf                     |                                           |
| Jalubí                         | Morava          | Uherské Hradiště    | Jalub                          |                                           |
| Jalůvčí                        | Čechy           | Děčín               | Kalmswiese                     | neoficiálně Kalmwiese                     |
| Jamné                          | Morava          | Brno-venkov         | Jamny                          |                                           |
| Jamné                          | Čechy           | České Budějovice    | Jamles                         |                                           |
| Jamné                          | Morava          | Jihlava             | Gamling                        |                                           |
| Jamný                          | Čechy           | Písek               | Jamny                          |                                           |
| Jamolice                       | Morava          | Znojmo              | Jamolitz                       |                                           |
| Jámy                           | Čechy           | Rychnov nad Kněžnou | Gruben                         |                                           |
| Jámy                           | Morava          | Žďár nad Sázavou    | Gruben                         |                                           |
| Janatov                        | Čechy           | Hradec Králové      | Janatau                        |                                           |
| Jančouř                        | Čechy           | Chrudim             | Jantschaur                     | osada obce Vysočina                       |
| Jankov                         | Čechy           | Benešov             | Jankow                         |                                           |
| Jankov                         | Čechy           | České Budějovice    | Jankau                         |                                           |
| Jankov                         | Čechy           | Pelhřimov           | Jankau                         |                                           |
| Jankovice                      | Čechy           | Cheb                | Enkengrün                      |                                           |
| Jankovice                      | Morava          | Kroměříž            | Jankowitz                      |                                           |
| Jankovice                      | Čechy           | Pardubice           | Jankowitz                      |                                           |
| Jankovice                      | Morava          | Uherské Hradiště    | Jankowitz                      |                                           |
| Jankovice                      | Čechy           | Ústí nad Orlicí     | Jankowitz                      | osada města Letohrad                      |
| Jankovská Lhota                | Čechy           | Benešov             | Lhota bei Jankow               |                                           |
| Janoslavice                    | Morava          | Šumperk             | Schweine                       |                                           |
| Janoušov                       | Morava          | Bruntál             | Janauschendorf                 |                                           |
| Janov                          | Čechy           | Česká Lípa          | Johannesdorf                   |                                           |
| Janov                          | Čechy           | Děčín               | Jonsdorf                       |                                           |
| Janov                          | Čechy           | Příbram             | Janow                          |                                           |
| Janov                          | Čechy           | Tábor               | Janow                          | u Mladé Vožice                            |
| Janov                          | Čechy           | Tábor               | Sankt Johann                   | u Roudné                                  |
| Janov                          | Čechy           | Rychnov nad Kněžnou | Johanneshöfen                  |                                           |
| Janov                          | Čechy           | Svitavy             | Jansdorf                       |                                           |
| Janov                          | Čechy           | Litvínov            | Johnsdorf                      |                                           |
| Janov                          | Čechy           | Tachov              | Johannesdorf                   |                                           |
| Janová                         | Morava          | Vsetín              | Johannau                       | dříve česky Johanová                      |
| Janova Ves                     | Čechy           | Mělník              | Johannesdorf                   |                                           |
| Janovec                        | Čechy           | Havlíčkův Brod      | Janowetz                       | osada vesnice Lučice                      |
| Janovice                       | Čechy           | Benešov             | Janowitz Dorf                  | osada městyse Vrchotovy Janovice          |
| Janovice                       | Morava          | Bruntál             | Janowitz                       |                                           |
| Janovice                       | Slezsko         | Frýdek-Místek       | Janowitz                       |                                           |
| Janovice                       | Čechy           | Hradec Králové      | Janowitz                       |                                           |
| Janovice                       | Čechy           | Chrudim             | Janowitz                       |                                           |
| Janovice                       | Čechy           | Liberec             | Janowitz                       |                                           |
| Janovice                       | Morava          | Nový Jičín          | Janowitz                       |                                           |
| Janovice                       | Čechy           | Pelhřimov           | Janowitz                       |                                           |
| Janovice                       | Čechy           | Jihlava             | Janowitz                       |                                           |
| Janovice                       | Čechy           | Trutnov             | Johannesgunst                  | osada obce Rudník                         |
| Janovice nad Úhlavou           | Čechy           | Klatovy             | Janowitz (an der Angel)        |                                           |
| Janovická Lhota                | Čechy           | Kutná Hora          | Janowitzer Lhota               |                                           |
| Janovičky                      | Čechy           | Ústí nad Orlicí     | Janowitz                       |                                           |
| Janovičky                      | Morava          | Žďár nad Sázavou    | Klein Janowitz                 |                                           |
| Janovka                        | Čechy           | Děčín               | Johannesberg                   |                                           |
| Janská                         | Čechy           | Děčín               | Jonsbach                       |                                           |
| Janské Lázně                   | Čechy           | Trutnov             | Johannisbad                    |                                           |
| Janské Údolí                   | Čechy           | Český Krumlov       | Johannesthal                   |                                           |
| Janůvky                        | Morava          | Svitavy             | Johnsdorf                      |                                           |
| Jarcová                        | Morava          | Vsetín              | Jarzowa                        |                                           |
| Jarkovice                      | Čechy           | Benešov             | Jarkowitz                      |                                           |
| Jarkovice                      | Čechy           | Klatovy             | Jarkowitz                      |                                           |
| Jarohněvice                    | Morava          | Kroměříž            | Gernowitz                      |                                           |
| Jaroměř                        | Čechy           | Náchod              | Jermer                         |                                           |
| Jaroměř                        | Čechy           | Český Krumlov       | Jarmirn                        |                                           |
| Jaroměřice                     | Morava          | Svitavy             | Jaromierschitz                 |                                           |
| Jaroměřice nad Rokytnou        | Morava          | Třebíč              | Jaromeritz Jarmeritz           |                                           |
| Jaronice                       | Čechy           | České Budějovice    | Jaronitz                       |                                           |
| Jaroslav                       | Čechy           | Pardubice           | Jaroslau                       |                                           |
| Jaroslav                       | Čechy           | Rychnov nad Kněžnou | Jaroslaus                      |                                           |
| Jaroslavice                    | Čechy           | České Budějovice    | Jaroslawitz                    |                                           |
| Jaroslavice                    | Morava          | Zlín                | Jaroslawitz                    |                                           |
| Jaroslavice                    | Morava          | Znojmo              | Joslowitz                      |                                           |
| Jaroškov                       | Čechy           | Prachatice          | Jaroschkau                     |                                           |
| Jarošov                        | Čechy           | Havlíčkův Brod      | Jaroschau                      |                                           |
| Jarošov                        | Čechy           | Svitvy              | Jaroschau                      |                                           |
| Jarošov                        | Morava          | Uherské Hradiště    | Jaroschau                      |                                           |
| Jarošov nad Nežárkou           | Čechy           | Jindřichův Hradec   | Jareschau an der Naser         |                                           |
| Jarotice                       | Čechy           | Písek               | Jarotitz                       |                                           |
| Jarov                          | Čechy           | Beroun              | Jarau                          |                                           |
| Jarov                          | Čechy           | Plzeň-jih           | Jarau                          |                                           |
| Jarov                          | Čechy           | Plzeň-sever         | Jarau                          |                                           |
| Jarpice                        | Čechy           | Kladno              | Jarpitz                        |                                           |
| Jasenice                       | Morava          | Třebíč              | Jasenitz                       |                                           |
| Jasenice                       | Morava          | Vsetín              | Jassenitz                      |                                           |
| Jasenná                        | Čechy           | Náchod              | Eschen                         |                                           |
| Jasenná                        | Morava          | Zlín                | Jassen                         |                                           |
| Jasinov                        | Morava          | Blansko             | Jasinau                        |                                           |
| Jasné Pole                     | Čechy           | Chrudim             | Schönfeld                      |                                           |
| Javor                          | Čechy           | Benešov             | Jawor                          |                                           |
| Javor                          | Čechy           | Klatovy             | Jawor                          |                                           |
| Javor                          | Čechy           | Tábor               | Jawor                          |                                           |
| Javorek                        | Morava          | Žďár nad Sázavou    | Jaworek                        |                                           |
| Javorka                        | Čechy           | Chrudim             | Jaworka                        |                                           |
| Javorná                        | Čechy           | Klatovy             | Seewiesen                      |                                           |
| Javorné                        | Čechy           | Chrudim             | Jaworn                         |                                           |
| Javornice                      | Čechy           | Jičín               | Jawornitz                      |                                           |
| Javornice                      | Čechy           | Prachatice          | Jawornitz                      |                                           |
| Javornice                      | Čechy           | Rychnov nad Kněžnou | Jawornitz                      |                                           |
| Javorníček                     | Čechy           | Ústí nad Orlicí     | Jawornitschek                  |                                           |
| Javorník                       | Čechy           | Benešov             | Jawornik                       | u Benešova                                |
| Javorník                       | Čechy           | Benešov             | Jawornik                       | u Čtyřkol                                 |
| Javorník                       | Morava          | Hodonín             | Jawornik                       |                                           |
| Javorník                       | Čechy           | Liberec             | Jaberlich                      |                                           |
| Javorník                       | Čechy           | Prachatice          | Ahornberg                      |                                           |
| Javorník                       | Čechy           | Trutnov             | Mohren                         |                                           |
| Javorník                       | Čechy           | Ústí nad Orlicí     | Jawornik                       |                                           |
| Javorovec                      | Morava          | Uherské Hradiště    | Jaborowetz                     |                                           |
| Javory                         | Čechy           | Děčín               | Ohren                          |                                           |
| Javoří                         | Čechy           | Klatovy             | Gaberle                        | u Hartmanic                               |
| Javoří                         | Čechy           | Klatovy             | Ahornsfeld                     | u Kolince                                 |
| Javoří                         | Morava          | Šumperk             | Ohrnes                         |                                           |
| Javoří                         | Čechy           | Tábor               | Jaworsch                       |                                           |
| Javoříčko                      | Čechy           | Klatovy             | Klein Gaberl                   | u Hlavňovic                               |
| Javoříčko                      | Čechy           | Klatovy             | Gaberl                         | u Strážova                                |
| Javoříčko                      | Morava          | Olomouc             | Jaworitsch                     |                                           |
| Javůrek                        | Morava          | Brno-venkov         | Jawurek                        |                                           |
| Jazovice                       | Morava          | Znojmo              | Jasowitz                       |                                           |
| Jažlovice                      | Čechy           | Praha-východ        | Jaschlowitz                    |                                           |
| Jeclov                         | Morava          | Jihlava             | Jetzlau                        |                                           |
| Ječmeniště                     | Morava          | Znojmo              | Gerstenfeld                    | zaniklá obec                              |
| Ječovice                       | Čechy           | Litoměřice          | Jetschowitz                    |                                           |
| Jedlá                          | Čechy           | Havlíčkův Brod      | Jedlau                         |                                           |
| Jedlany                        | Čechy           | Tábor               | Jedlan                         |                                           |
| Jedlí                          | Morava          | Šumperk             | Jedl                           |                                           |
| Jedlina                        | Čechy           | Rychnov nad Kněžnou | Tannicht                       |                                           |
| Jedlina                        | Čechy           | Ústí nad Orlicí     | Tannbusch                      |                                           |
| Jedlka                         | Čechy           | Děčín               | Höflitz                        |                                           |
| Jedlov                         | Čechy           | Jihlava             | Jedlau                         |                                           |
| Jednov                         | Morava          | Prostějov           | Ainserdorf                     |                                           |
| Jedomělice                     | Čechy           | Kladno              | Jedomielitz                    |                                           |
| Jedouchov                      | Čechy           | Havlíčkův Brod      | Jedouchow                      |                                           |
| Jedousov                       | Čechy           | Pardubice           | Jedausow                       |                                           |
| Jedov                          | Morava          | Třebíč              | Jedow                          |                                           |
| Jedovary                       | Čechy           | České Budějovice    | Jedowar                        |                                           |
| Jedovnice                      | Morava          | Blansko             | Jedownitz                      |                                           |
| Jedraž                         | Čechy           | Strakonice          | Jedrasch                       |                                           |
| Jehlice                        | Čechy           | Hradec Králové      | Jechlitz                       |                                           |
| Jehnědí                        | Čechy           | Ústí nad Orlicí     | Lammeldorf                     |                                           |
| Jehnědno                       | Čechy           | Písek               | Jechnidlo                      |                                           |
| Jehnice                        | Morava          | Brno-město          | Jechnitz                       |                                           |
| Jekov                          | Čechy           | Tábor               | Jekow                          | osada vesnice Vyšetice                    |
| Jelcovy Lhotky                 | Čechy           | Pelhřimov           | Jeletz-Lhotka                  |                                           |
| Jelence                        | Čechy           | Příbram             | Jellenetz                      | dříve česky též Jelenec                   |
| Jeleneč                        | Čechy           | Benešov             | Jelenetsch                     |                                           |
| Jelení                         | Čechy           | Prachatice          | Hirschbergen                   | do roku 1949 Hiršperky                    |
| Jelenice                       | Čechy           | Mělník              | Jelenitz                       |                                           |
| Jelenice                       | Slezsko         | Opava               | Hirschdorf                     |                                           |
| Jelenov                        | Čechy           | Pelhřimov           | Hirschental                    |                                           |
| Jelínek                        | Čechy           | Svitavy             | Jelinek                        |                                           |
| Jemčina                        | Čechy           | Jindřichův Hradec   | Gestüthof                      |                                           |
| Jemnice                        | Čechy           | Strakonice          | Jemnitz                        |                                           |
| Jemnice                        | Morava          | Třebíč              | Jamnitz                        |                                           |
| Jemníky                        | Čechy           | Kladno              | Jemnik                         |                                           |
| Jemníky                        | Čechy           | Mladá Boleslav      | Jemnik                         |                                           |
| Jemniště                       | Čechy           | Benešov             | Jemnischt                      |                                           |
| Jenčice                        | Čechy           | Litoměřice          | Jencitz                        |                                           |
| Jeneč                          | Morava          | Blansko             | Jentsch                        |                                           |
| Jeneč                          | Čechy           | Praha-západ         | Groß Jentsch                   |                                           |
| Jeneček                        | Čechy           | Praha-západ         | Klein Jentsch                  |                                           |
| Jeníčkova Lhota                | Čechy           | Tábor               | Jenitschek-Lhota               |                                           |
| Jenichov                       | Čechy           | Mělník              | Münichshof                     |                                           |
| Jeníkov                        | Čechy           | Benešov             | Jenikau                        |                                           |
| Jeníkov                        | Čechy           | Chrudim             | Jenikau                        |                                           |
| Jeníkov                        | Čechy           | Teplice             | Janegg                         |                                           |
| Jeníkovec                      | Čechy           | Havlíčkův Brod      | Jenikowetz                     |                                           |
| Jeníkovice                     | Čechy           | Domažlice           | Dingkowitz                     |                                           |
| Jeníkovice                     | Čechy           | Hradec Králové      | Jenikowitz                     |                                           |
| Jeníkovice                     | Čechy           | Pardubice           | Jenikowitz                     |                                           |
| Jenišov                        | Čechy           | Karlovy Vary        | Jenessen                       |                                           |
| Jenišovice                     | Čechy           | Benešov             | Jenischowitz                   |                                           |
| Jenišovice                     | Čechy           | Chrudim             | Jenschowitz                    |                                           |
| Jenišovice                     | Čechy           | Jablonec nad Nisou  | Jenschowitz                    |                                           |
| Jenišovice                     | Čechy           | Mělník              | Jenschowitz                    |                                           |
| Jenštejn                       | Čechy           | Praha-východ        | Jenstein                       |                                           |
| Jerlochovice                   | Morava          | Nový Jičín          | Gerlsdorf                      |                                           |
| Jersice                        | Morava          | Jindřichův Hradec   | Jersitz                        |                                           |
| Jersín                         | Morava          | Jihlava             | Jersein                        |                                           |
| Jeřeň                          | Čechy           | Karlovy Vary        | Girschen                       |                                           |
| Jeřice                         | Čechy           | Jičín               | Jerschitz                      |                                           |
| Jeřičky                        | Čechy           | Hradec Králové      | Klein Jerschitz                |                                           |
| Jeřišno                        | Čechy           | Havlíčkův Brod      | Jerschischno                   |                                           |
| Jeřmaň                         | Morava          | Olomouc             | Jerschmain                     |                                           |
| Jeřmanice                      | Čechy           | Liberec             | Hermannsthal                   |                                           |
| Jesenec                        | Morava          | Prostějov           | Jessenetz                      |                                           |
| Jesení                         | Čechy           | Klatovy             | Gesen                          |                                           |
| Jesenice                       | Čechy           | Praha-západ         | Jessenitz                      |                                           |
| Jesenice                       | Čechy           | Příbram             | Jessenitz                      | u Sedlčan                                 |
| Jesenice                       | Čechy           | Příbram             | Jeßenitz                       | u Příbrami                                |
| Jeseník                        | Slezsko         | Jeseník             | Freiwaldau                     |                                           |
| Jeseník nad Odrou              | Morava          | Nový Jičín          | Deutsch Jassnik                |                                           |
| Jesenný                        | Čechy           | Semily              | Jesen, Engenthal               | dříve též Jesený                          |
| Jestřabí                       | Morava          | Nový Jičín          | Jastersdorf                    |                                           |
| Jestřabí                       | Morava          | Olomouc             | Habicht                        | zaniklá obec ve vojenském újezdu Libavá   |
| Jestřabí                       | Morava          | Zlín                | Habichtsau                     |                                           |
| Jestřabí                       | Morava          | Žďár nad Sázavou    | Jestrabitz                     |                                           |
| Jestřabí Lhota                 | Čechy           | Kolín               | Habichts-Lhota                 |                                           |
| Jestřabice                     | Morava          | Kroměříž            | Jestrabitz                     |                                           |
| Jestřebí                       | Morava          | Blansko             | Jestreb                        |                                           |
| Jestřebí                       | Čechy           | Česká Lípa          | Habichstein                    |                                           |
| Jestřebí                       | Morava          | Jihlava             | Haslitz                        |                                           |
| Jestřebí                       | Čechy           | Náchod              | Habichtsau                     |                                           |
| Jestřebice                     | Čechy           | Benešov             | Jestrebitz                     |                                           |
| Jestřebice                     | Čechy           | Písek               | Jestrebitz                     |                                           |
| Ješetice                       | Čechy           | Benešov             | Jeschetitz                     |                                           |
| Ješín                          | Čechy           | Kladno              | Jeschin                        |                                           |
| Ješov                          | Morava          | Olomouc             | Jeschau                        |                                           |
| Ješovice                       | Čechy           | Mělník              | Jeschowitz                     |                                           |
| Ještětice                      | Čechy           | Rychnov nad Kněžnou | Jeschtietitz                   |                                           |
| Jetenovice                     | Čechy           | Klatovy             | Jettenowitz                    |                                           |
| Jetětice                       | Čechy           | Písek               | Jetietitz                      |                                           |
| Jetišov                        | Čechy           | Strakonice          | Jedischau                      |                                           |
| Jetonice                       | Čechy           | Chrudim             | Jetonitz                       |                                           |
| Jetřichov                      | Čechy           | Náchod              | Dittersbach                    |                                           |
| Jetřichovec                    | Čechy           | Pelhřimov           | Jetrichowitz                   |                                           |
| Jetřichovice                   | Čechy           | Děčín               | Dittersbach                    |                                           |
| Jetřichovice                   | Čechy           | Příbram             | Jetrichowitz                   |                                           |
| Jevany                         | Čechy           | Praha-východ        | Jewan                          |                                           |
| Jevíčko                        | Morava          | Svitavy             | Gewitsch                       |                                           |
| Jeviněves                      | Čechy           | Mělník              | Jeniowes                       |                                           |
| Jevišovice                     | Morava          | Znojmo              | Jaispitz                       |                                           |
| Jevišovka                      | Morava          | Břeclav             | Fröllerdorf                    |                                           |
| Jezbiny                        | Čechy           | Náchod              | Jesbin                         |                                           |
| Jezbořice                      | Čechy           | Pardubice           | Jesboritz                      |                                           |
| Jezdovice                      | Morava          | Jihlava             | Jesowitz                       |                                           |
| Jezera                         | Morava          | Brno-venkov         | Jesera                         |                                           |
| Jezerce                        | Čechy           | Tachov              | Geserzen                       |                                           |
| Jezernice                      | Morava          | Přerov              | Seefeld                        | Jesernik                                  |
| Jezero                         | Čechy           | Benešov             | Jesero                         |                                           |
| Jezeřany                       | Morava          | Znojmo              | Jeseran                        | část obce Jezeřany-Maršovice              |
| Jezná                          | Čechy           | Plzeň-sever         | Gesna                          |                                           |
| Jeznice                        | Čechy           | České Budějovice    | Jesnitz                        |                                           |
| Jezvé                          | Čechy           | Česká Lípa          | Neustadtl                      |                                           |
| Jezvina                        | Čechy           | Příbram             | Jeswin                         |                                           |
| Jezviny                        | Čechy           | Tábor               | Jeswin                         |                                           |
| Ježená                         | Čechy           | Jihlava             | Jesau                          |                                           |
| Ježkovice                      | Čechy           | Rychnov nad Kněžnou | Jeschkowitz                    |                                           |
| Ježkovice                      | Morava          | Vyškov              | Jeschkowitz                    |                                           |
| Ježov                          | Morava          | Hodonín             | Jeschow                        |                                           |
| Ježov                          | Čechy           | Pelhřimov           | Jeschow                        |                                           |
| Ježovice                       | Čechy           | Kutná Hora          | Jeschowitz                     |                                           |
| Ježovy                         | Čechy           | Klatovy             | Jeschow                        |                                           |
| Jickovice                      | Čechy           | Písek               | Jitzkowitz                     |                                           |
| Jičín                          | Čechy           | Jičín               | Gitschin Jitschin              |                                           |
| Jičina                         | Morava          | Nový Jičín          | Jitschin                       |                                           |
| Jičíněves                      | Čechy           | Jičín               | Jitschinowes                   |                                           |
| Jihlava                        | Morava          | Jihlava             | Iglau                          |                                           |
| Jihlávka                       | Morava          | Jihlava             | Klein Iglau                    |                                           |
| Jíkev                          | Čechy           | Nymburk             | Jikew                          |                                           |
| Jilem                          | Morava          | Jindřichův Hradec   | Jelmo                          |                                           |
| Jilemnice                      | Čechy           | Semily              | Starkenbach                    |                                           |
| Jilemník                       | Čechy           | Havlíčkův Brod      | Illemnik                       |                                           |
| Jilešovice                     | Slezsko         | Opava               | Jileschowitz                   |                                           |
| Jílkov                         | Morava          | Olomouc             | Jilkendorf                     | osada vesnice Liboš                       |
| Jilmoví                        | Morava          | Brno-venkov         | Jilmowi                        |                                           |
| Jílové                         | Čechy           | Děčín               | Eulau                          |                                           |
| Jílové u Držkova               | Čechy           | Jablonec nad Nisou  | Jilau                          |                                           |
| Jílové u Prahy                 | Čechy           | Praha-západ         | Eule bei Prag                  |                                           |
| Jílovec                        | Slezsko         | Nový Jičín          | Eilowitz                       |                                           |
| Jílovice                       | Čechy           | České Budějovice    | Jilowitz                       |                                           |
| Jílovice                       | Čechy           | Hradec Králové      | Jillowitz                      |                                           |
| Jíloviště                      | Čechy           | Praha-západ         | Julowischt                     |                                           |
| Jimlín                         | Čechy           | Louny               | Imling                         |                                           |
| Jimramov                       | Morava          | Žďár nad Sázavou    | Ingrowitz                      |                                           |
| Jimramovské Paseky             | Morava          | Žďár nad Sázavou    | Passek-Ingrowitz               |                                           |
| Jimramovské Pavlovice          | Morava          | Žďár nad Sázavou    | Paulowitz bei Ingrowitz        |                                           |
| Jinačovice                     | Morava          | Brno-venkov         | Inatschowitz                   |                                           |
| Jince                          | Čechy           | Příbram             | Jinetz                         |                                           |
| Jindice                        | Čechy           | Kutná Hora          | Inditz                         |                                           |
| Jindřichov                     | Morava          | Přerov              | Heinrichswald                  |                                           |
| Jindřichov                     | Morava          | Žďár nad Sázavou    | Heinrichsdorf                  |                                           |
| Jindřichova Hora               | Čechy           | Domažlice           | Heinrichsberg                  |                                           |
| Jindřichova Ves                | Čechy           | Chomutov            | Heinrichsdorf                  |                                           |
| Jindřichovice                  | Morava          | Jihlava             | Heinrichshöfen                 |                                           |
| Jindřichovice                  | Čechy           | Klatovy             | Heinrichsheid                  |                                           |
| Jindřichovice                  | Čechy           | Sokolov             | Heinrichsgrün                  |                                           |
| Jindřichovice                  | Čechy           | Strakonice          | Heinrichsdorf                  |                                           |
| Jindřichovice pod Smrkem       | Čechy           | Liberec             | Heinersdorf an der Tafelsichte |                                           |
| Jindřichův Hradec              | Čechy           | Jindřichův Hradec   | Neuhaus                        |                                           |
| Jindřiš                        | Čechy           | Jindřichův Hradec   | Heinrichschlag                 |                                           |
| Jindřichov                     | Čechy           | Cheb                | Honnersdorf                    |                                           |
| Jinín                          | Čechy           | Strakonice          | Jinin                          |                                           |
| Jíno                           | Čechy           | Klatovy             | Jino                           |                                           |
| Jinočany                       | Čechy           | Praha-západ         | Jinotschan                     |                                           |
| Jinolice                       | Čechy           | Jičín               | Jinolitz                       |                                           |
| Jinonice                       | Čechy           | hl. m. Praha        | Ninonitz                       |                                           |
| Jinošice                       | Čechy           | Benešov             | Jinoschitz                     |                                           |
| Jinošov                        | Morava          | Třebíč              | Jeneschau                      |                                           |
| Jiratice                       | Morava          | Třebíč              | Iratitz                        |                                           |
| Jirkov                         | Čechy           | Chomutov            | Görkau                         |                                           |
| Jirkov                         | Čechy           | Jablonec nad Nisou  | Jirkau                         |                                           |
| Jirny                          | Čechy           | Praha-východ        | Jirna                          |                                           |
| Jírovice                       | Čechy           | Benešov             | Jirowitz                       |                                           |
| Jirsko 1. díl                  | Čechy           | Mladá Boleslav      | Jirsko 1. Teil                 |                                           |
| Jirsko 2. díl                  | Čechy           | Liberec             | Jirsko 2. Teil                 |                                           |
| Jiřetice                       | Čechy           | Benešov             | Jirschetitz                    |                                           |
| Jiřetice                       | Čechy           | Strakonice          | Jirchetitz                     |                                           |
| Jiřetín pod Bukovou            | Čechy           | Jablonec nad Nisou  | Georgenthal                    |                                           |
| Jiřetín pod Jedlovou           | Čechy           | Děčín               | Sankt Georgenthal              |                                           |
| Jiřice                         | Čechy           | Kutná Hora          | Jirschitz                      |                                           |
| Jiřice                         | Čechy           | Mělník              | Jirschitz                      |                                           |
| Jiřice                         | Čechy           | Nymburk             | Jirschitz                      |                                           |
| Jiřice                         | Čechy           | Pelhřimov           | Jirschitz                      |                                           |
| Jiřice u Moravských Budějovic  | Morava          | Znojmo              | Irschitz                       |                                           |
| Jiřičky                        | Čechy           | Pelhřimov           | Jirschirtschek                 |                                           |
| Jiřičná                        | Čechy           | Klatovy             | Köhlendorf                     |                                           |
| Jiříkov                        | Čechy           | Děčín               | Georgswalde                    |                                           |
| Jiříkov                        | Morava          | Bruntál             | Girsig                         |                                           |
| Jiříkov                        | Čechy           | Havlíčkův Brod      | Jirschikau                     |                                           |
| Jiříkov                        | Čechy           | Svitavy             | Georgendorf                    |                                           |
| Jiříkovec                      | Čechy           | Benešov             | Jirschikowitz                  |                                           |
| Jiříkovice                     | Morava          | Brno-venkov         | Jirschikowitz                  |                                           |
| Jiříkovice                     | Morava          | Žďár nad Sázavou    | Jirschikowitz                  |                                           |
| Jiřín                          | Čechy           | Benešov             | Jirschin                       |                                           |
| Jiřín                          | Čechy           | Jihlava             | Irschings                      |                                           |
| Jistebnice                     | Čechy           | Tábor               | Jistebnitz                     |                                           |
| Jistebník                      | Slezsko         | Nový Jičín          | Stiebnig                       |                                           |
| Jistebsko                      | Čechy           | Jablonec nad Nisou  | Gistei                         |                                           |
| Jistec                         | Čechy           | Písek               | Jistetz                        |                                           |
| Jištěrpy                       | Čechy           | Litoměřice          | Giessdorf                      |                                           |
| Jiterní Ves                    | Čechy           | České Budějovice    | Gereutersdorf                  | dříve též Jitelní Ves                     |
| Jitkov                         | Čechy           | Havlíčkův Brod      | Jitkau                         |                                           |
| Jítrava                        | Čechy           | Liberec             | Deutsch Pankraz                |                                           |
| Jivany                         | Čechy           | Jičín               | Jiwan                          |                                           |
| Jíví                           | Čechy           | Benešov             | Jiwi                           |                                           |
| Jivina                         | Čechy           | Beroun              | Jiwin                          |                                           |
| Jivina                         | Čechy           | Liberec             | Jiwina                         |                                           |
| Jivina                         | Čechy           | Mladá Boleslav      | Jiwina                         |                                           |
| Jivina                         | Čechy           | Semily              | Jiwina                         |                                           |
| Jivjany                        | Čechy           | Domažlice           | Gibian                         |                                           |
| Jívka                          | Čechy           | Trutnov             | Jibka                          |                                           |
| Jivno                          | Čechy           | České Budějovice    | Gieben                         |                                           |
| Jívová                         | Morava          | Olomouc             | Giebau                         |                                           |
| Jívoví                         | Morava          | Žďár nad Sázavou    | Iwowy                          |                                           |
| Jizbice                        | Čechy           | Náchod              | Jisbitz                        |                                           |
| Jizbice                        | Čechy           | Nymburk             | Jisbitz                        |                                           |
| Jizerní Vtelno                 | Čechy           | Mladá Boleslav      | Iser-Wtelno                    |                                           |
| Jižná                          | Čechy           | Jindřichův Hradec   | Jischna                        |                                           |
| Jobova Lhota                   | Čechy           | Blansko             | Job-Lhota                      |                                           |
| Johanka                        | Čechy           | Pelhřimov           | Johannidorf                    |                                           |
| Josefov                        | Morava          | Hodonín             | Josefsdorf                     |                                           |
| Josefov                        | Čechy           | Náchod              | Josefstadt                     |                                           |
| Josefov                        | Čechy           | hl. m. Praha        | Josefstadt                     |                                           |
| Josefov                        | Čechy           | Sokolov             | Josefsdorf                     |                                           |
| Josefov                        | Morava          | Žďár nad Sázavou    | Josefsdorf                     |                                           |
| Josefův Důl                    | Čechy           | Mladá Boleslav      | Josefsthal, Josefstal          |                                           |
| Julčín                         | Čechy           | Litoměřice          | Julienau                       |                                           |
| Juliánov                       | Morava          | Brno-město          | Julienfeld                     |                                           |
| Juliovka                       | Čechy           | Česká Lípa          | Juliusthal                     |                                           |
| Jundrov                        | Morava          | Brno-město          | Jundorf                        |                                           |
| Juřinka                        | Morava          | Vsetín              | Jurschinka                     |                                           |